# 루퍼트 와이엇
루퍼트 와이엇(영어: Rupert Wyatt, 1972년 1월 23일 ~ )은 잉글랜드 출신의 영화 감독이다. 이전에 옥스퍼드 대학교에서 영화를 전공했고 뉴욕의 영화 관련 기업에서 근무했으며, 리버풀에서 여러 단편영화를 찍었다. 그의 장편영화 데뷔작인 《이스케이피스트》가 2008년 선댄스 영화제에서 상영되었다. 이후 2011년 《혹성탈출: 진화의 시작》으로 감독으로서의 역량을 증명했다.

## 연출작
- 이스케이피스트 (2008)
- 혹성탈출: 진화의 시작 (2011)
- 갬블러 (2014)
- 갬빗 (2016)
- 캡티브 스테이트 (2019)